# Squatter
Unter Squatter (engl. squatter ‚Besetzer‘, von squat ‚hinhocken‘) versteht man im englischen Sprachgebrauch Menschen, die sich ohne Rechtstitel auf unbebautem Land ansiedeln (Landbesetzung), oder Menschen mit Aufenthaltsrecht im Austausch gegen die Erbringung von Arbeitsdiensten. In jüngerer Zeit werden auch Hausbesetzer als Squatter bezeichnet oder bezeichnen sich selbst als solche. In manchen Ländern bestehen noch andere Interpretationen von „Squattern“, so etwa in Australien, Südafrika und in Entwicklungsländern. Die früheste bekannte Bewegung dieser Art sind die Diggers.

## Squatter in den USA
In den Vereinigten Staaten von Amerika ist ein Squatter ein Ansiedler, der sich ohne Rechtstitel auf unbebautem und ungenutztem Regierungsland niederlässt. Ab dem 17. Jahrhundert beförderte diese individuelle Landnahme die rasche Besiedelung, besonders der westlichen Gebiete. Die Niederlassungen, die von den Pionieren gegründet wurden, bereiteten die spätere planmäßige Kolonisation vor. Deshalb lag es im allgemeinen Interesse, den Besitzstand der Squatters gesetzlich zu schützen. Die Regelungen in den einzelnen Bundesstaaten waren unterschiedlich. In Massachusetts galt z. B. schon seit 1808 ein Gesetz, wonach das Eigentumsrecht an einem Grundstück durch vierzigjährige Nutzung erworben werden konnte. 1839 verhalf Texas, das damals noch nicht zur Union gehörte, den Ansiedlern Sicherheit durch ein Heimstättengesetz, das Schutz vor Pfändung bot. Diesen Beispielen folgten später fast alle Bundesstaaten.
Unterstützung erfuhren die Squatters damals beispielsweise durch Horace Greeley, den Herausgeber der seriösen New York Tribune. Von ihm stammt der Aufruf: „Go West, young Man!“ Die Verteilung von Land an mittellose Bauern war auch das Hauptanliegen der Partei der Freibodenmänner, der Free Soil Party, die später in der Republikanischen Partei aufging.
Auf Unionsebene gab es ebenfalls Überlegungen, den Squatters leichten Zugang zum Eigentum zu verschaffen. 1862 trat das Homestead Act (Heimstättengesetz) für die gesamten Vereinigten Staaten in Kraft. Durch Zahlung des symbolischen Preises von 1,25 Dollar pro Acre konnte jeder über 21 Jahre alte Bürger einen Rechtstitel auf das von ihm bewirtschaftete Grundstück erwerben, wobei die Fläche auf 160 Acres (0,6 km²) = 200 Dollar begrenzt war und kein öffentliches Nutzungsinteresse entgegenstehen durfte. War dem Siedler eine Zahlung nicht möglich, wurde das Grundstück nach fünfjähriger Nutzung kostenlos übertragen.
Diese großzügige Regelung ist nach dem Ende der Besiedelungspolitik aufgehoben worden.

## Squatter in Australien
In Australien heißen Squatters die Viehzüchter, die große Landflächen von der Regierung pachten.

## Squatter in Südafrika
In Südafrika versteht man unter Squatter Camps einfache Hüttenviertel, die überwiegend von der schwarzen Bevölkerung bewohnt werden. Squatter ist der Mensch, der in einem Squatter Camp lebt. Siedlungen dieser Art gibt es weiterhin in Südafrika. Ein bekanntes historisches Beispiel ist die Entwicklung des Stadtteils Orlando in Soweto durch die Landbesetzung von Squattersiedlern in den 1940er Jahren. Je nach Verwendung kann das Wort Squatter einen ideologisch aufgeladenen Terminus bilden. Diesbezüglich bezeichnet er Menschen, die auf einem Territorium leben, für das sie kein Nutzungsentgelt zahlen oder wofür sie keine anderweitige Erlaubnis besitzen.

## Posseiros in Brasilien
Posseiros sind wie Squatter in den USA Personen, die zusammen mit ihren Familien kleine Flächen unbewirtschafteten Landes besetzen, das im Eigentum des Staats oder von nichtansässigen privaten Eigentümern ist. Es handelt sich um Landarbeiter, die das Land zwar in Besitz genommen haben und es in Subsistenzwirtschaft dauerhaft bebauen, aber kein offizielles Dokument besitzen, das sie als Eigentümer oder Besitzer des Landes ausweist. Gewalttätige Konflikte wie zum Beispiel die Guerra de Porecatu oder die Revolta dos Posseiros flammen auf, wenn die privaten Eigentümer das von Posseiros urbar gemachte Land veräußern wollen und die Posseiros zu diesem Zweck vertreiben lassen.

## Squatter in Entwicklungsländern
Squatter Camps in Entwicklungsländern werden oft illegal bzw. ohne gesicherten Rechtstitel errichtet. Die Folgen sind meist Vernachlässigung durch den Staat, fehlende Infrastruktur, hygienische und gesundheitliche Probleme und Feuergefahr. Squattersiedlungen stehen oft auf ungeeignetem Gelände, wo sie durch Erdrutsche und Überschwemmungen bedroht sind.

## Literarische Rezeption
Das Leben der Squatter wird ausführlich und aus der Sicht einer entschiedenen Befürworterin des Kolonialismus im Memoirenband Afrika – dunkel lockende Welt (1937) der dänischen Schriftstellerin Karen Blixen beschrieben. Darin bezieht sich der Begriff auf mit Einwilligung der Großgrundbesitzerin auf dem Land lebende kenianische «Eingeborene» von der Volksgruppe der Kikuyu, die für ihre Subsistenz kleine Grundstücke bewirtschaften und im Gegenzug 180 Arbeitstage pro Jahr auf Blixens Kaffeeplantage leisten müssen. Ob die von der Grundherrin für 30 Tage bezahlten 12 Schilling pro Person, pro Familie, oder pro Hütte berechnet wurden, geht aus Blixens Memoiren nicht hervor, jedoch gibt die Autorin an, dass die Squatter pro Hütte 12 Schilling Hüttensteuer an den Staat zu entrichten haben, was insbesondere Männer mit mehreren Frauen stark belastet, wobei Blixen angibt, es hätten auf ihrem Land auch reiche Squatter gelebt. Die Squatter leben teilweise nach eigenen Rechtsnormen, mit eigener ziviler Gerichtsbarkeit, sind aber einer paternalistischen und in Grundzügen feudalistischen Oberhoheit europäischer Siedler und der Kolonialobrigkeit unterstellt. Kulturell und religiös unterliegen sie Verwestlichung und werden von islamischen und unterschiedlichen christlichen Missionaren umworben. Als Blixen gezwungen ist ihre Kaffeeplantage an Investoren zu verkaufen, werden alle Squatter in ein nahes Reservat umgesiedelt.